# José María Pérez López
José María Pérez López (Luarca, Asturias, 6 de noviembre de 1972), conocido como Josechu, es un político español. Fue diputado en la Junta General del Principado de Asturias entre 2012 y 2015 y candidato a la alcaldía de Gijón por el PSOE en las elecciones municipales de 2015.

## Biografía
José María Pérez nació en Luarca, una localidad del concejo de Valdés, en el occidente asturiano. Estudió en el IES Universidad Laboral (Gijón). Ninguno de sus antepasados familiares fueron militantes de algún partido político, sin embargo a finales de la década de 1980 se afilió a Juventudes Socialistas en Gijón, en la época en que Tini Areces era el alcalde de la ciudad.

### Concejal en Gijón (1999-2012)
Entre 1999 y 2012, durante los tres mandatos en los que Paz Fernández Felgueroso fue alcaldesa de Gijón, formó parte del grupo municipal socialista como concejal (Corporaciones 1999-2003, 2003-2008, 2008-2011 y 2011-2012). Se encargó de aspectos relacionados con la implantación de las TIC y el desarrollo del Parque Científico y Tecnológico, que tuvo un gran crecimiento dentro de la Milla del Conocimiento. Es en esta etapa en la que también se pone en marcha la Tarjeta Ciudadana de Gijón, elemento de identificación y pago para todos los servicios públicos municipales, tanto presenciales como a través de Internet.
Simultáneamente, entre 2003 y 2011 fue responsable del área de turismo municipal ejerciendo como Presidente de la Sociedad Mixta de Turismo. En esa época se consolidó el crecimiento turístico de Gijón y se desarrollaron nuevas líneas de trabajo para reforzar el posicionamiento de la ciudad como destino turístico nacional. Entre estas acciones cabe destacar la creación y desarrollo de la marca turística y de ciudad "Gijón, Asturias con sal" que fue creada para reforzar la vinculación turística entre la ciudad y la región.
De cara a las elecciones municipales de 2011 Pérez es incluido en la lista electoral de Santiago Martínez y consigue escaño. Sin embargo, el PSOE pierde la acadia ante Carmen Moriyón y Pérez pasa a formar parte de la oposición en la Corporación 2011-2015.

### Diputado en la Junta General (2012-2015)
El 30 de enero de 2012 el entonces presidente del Principado Francisco Álvarez Cascos, de Foro Asturias, tras menos de seis meses en el gobierno, adelantó la convocatoria de elecciones al día 25 de marzo de ese mismo año. Josechu fue elegido entonces por la Federación Socialista Asturiana como número 4 por la circunscripción central, obteniendo tras las mismas un puesto de diputado en la IX Legislatura de la Junta General del Principado de Asturias en el que se mantendría hasta el fin de la Legislatura el 16 de junio de 2015 .

### Candidato a la alcaldía de Gijón y concejal (2015-2019)
El día 6 de octubre de 2014, tras reunir los avales necesarios para presentarse a unas elecciones primarias, se convirtió oficialmente en el candidato del PSOE a la alcaldía del Ayuntamiento de Gijón, pues el otro candidato no logró alcanzar el número mínimo de avales exigidos para poder concurrir a la elección.
En las elecciones del 24 de mayo de 2015, José María Pérez conseguiría 7 concejales. Se trataba del número más bajo de concejales obtenido por la formación en su historia en el Ayuntamiento, así como la primera vez en la historia del partido en la que otra formación, Foro Asturias, de Carmen Moriyón, conseguía más concejales (8 ediles de 27). En las semanas siguientes José María Pérez intentaría alcanzar un acuerdo con otras fuerzas de izquierda del ayuntamiento para ser elegido alcalde pero fracasaría en su empeño. Finalmente, el 13 de junio de 2015 Carmen Moriyón sería reelegida alcaldesa de la ciudad y en ese mismo día Pérez se convierte en el Portavoz del Grupo Municipal Socialista en el Ayuntamiento de Gijón, así como en el líder de oposición durante la Corporación 2015-2019.
En julio de 2017 se presenta como candidato a ocupar el cargo de Secretario General de la Federación Socialista Asturiana. En las elecciones, el 17 de septiembre de 2017, perdería contra Adrián Barbón.
Abandonaría la política en 2019, según caducaba su cargo como concejal. Le sustituye como candidata del PSOE Ana González, que devolvería la alcaldía a la izquierda en la Corporación 2019-2023.
Ocupa el puesto de director general corporativo en La Cooperativa desde noviembre de 2019.